# Vladímir Popov (luchador)
Vladímir Albértovich Popov –en ruso, Владимир Альбертович Попов– (Barnaúl, 1 de enero de 1962-2 de agosto de 2025) fue un deportista soviético que compitió en lucha grecorromana.

## Carrera deportiva
Participó en los Juegos Olímpicos de Seúl 1988, obteniendo la medalla de bronce en la categoría de 90 kg. Ganó una medalla de oro en el Campeonato Mundial de Lucha de 1987 y dos medallas de oro en el Campeonato Europeo de Lucha, en los años 1987 y 1989.

## Palmarés internacional
| Juegos Olímpicos   | Juegos Olímpicos           | Juegos Olímpicos  | Juegos Olímpicos |
| Año                | Lugar                      | Medalla           | Categoría        |
| ------------------ | -------------------------- | ----------------- | ---------------- |
| 1988               | Seúl (Corea del Sur)       | Medalla de bronce | 90 kg            |
| Campeonato Mundial |                            |                   |                  |
| Año                | Lugar                      | Medalla           | Categoría        |
| 1987               | Clermont-Ferrand (Francia) | Medalla de oro    | 90 kg            |
| Campeonato Europeo |                            |                   |                  |
| Año                | Lugar                      | Medalla           | Categoría        |
| 1987               | Tampere (Finlandia)        | Medalla de oro    | 90 kg            |
| 1989               | Oulu (Finlandia)           | Medalla de oro    | 90 kg            |